# Golden Best ~15th Anniversary~
《Golden Best ~15th Anniversary~》는 일본의 밴드 ZARD의 세 번째 베스트 음반으로, 2006년 10월 25일 발매되었다. (CD: JBCJ-9019, 9020) CD 2매로 구성되어 있으며, 세 종류의 한정반도 발매되었다. 각각의 한정반은 TV SPOT (광고용 영상)에서 엄선된 영상을 수록한 DVD를 동봉하고 있다. ZARD의 오리콘 싱글 차트 1위곡이 〈MIND GAMES〉를 제외하고 전부 수록되어 있으며, 모든 트랙이 "버니 그랜드먼 마스터링"의 크리스 벨맨에 의해 리마스터링되었다.
이 작품은 정규 음반 《시간의 날개》 이후 5년 8개월만에 주간 앨범 차트에서 1위를 차지했고, 그 해의 앨범 총 판매량에서 26위에 올랐다. 사카이 이즈미 사후에 다시 판매량이 반등해 300위권대로 차트에 재진입했으며, 2007년 6월 11일자 오리콘 앨범 차트에서 3위를 차지했다. 동년 8월, 일본레코드협회로부터 밀리언 셀러 인정을 받았다.

## 수록곡

### Disc 1
| #            | 제목 | 작사          | 작곡                  | 편곡                            | 재생 시간 |
| ------------ | --- | ------------- | --------------------- | ------------------------------- | --------- |
| 1.           | 〈〈Good-bye My Loneliness〉〉                                                                                | 사카이 이즈미 | 오다 테츠로           | 아카시 마사오                   | 4:34      |
| 2.           | 〈〈잠 못드는 밤을 안고〉〉 (眠れない夜を抱いて 네무레나이요루오다이테[*])                                    | 사카이 이즈미 | 오다 테츠로           | 아카시 마사오 / 이케다 다이스케 | 4:26      |
| 3.           | 〈〈IN MY ARMS TONIGHT〉〉                                                                                    | 사카이 이즈미 | 하루하타 미치야       | 아카시 마사오                   | 4:21      |
| 4.           | 〈〈지지마세요〉〉 (負けないで 마케나이데[*])                                                                 | 사카이 이즈미 | 오다 테츠로           | 하야마 타케시                   | 3:45      |
| 5.           | 〈〈그대가 없어요〉〉 (君がいない 키미가이나이[*])                                                            | 사카이 이즈미 | 쿠리바야시 세이이치로 | 아카시 마사오                   | 3:57      |
| 6.           | 〈〈흔들리는 마음〉〉 (揺れる想い 유레루오모이[*])                                                            | 사카이 이즈미 | 오다 테츠로           | 아카시 마사오                   | 4:26      |
| 7.           | 〈〈조금 더 조금만 더...〉〉 (もう少し あと少し… 모스코시 아토스코시[*])                                      | 사카이 이즈미 | 쿠리바야시 세이이치로 | 아카시 마사오                   | 4:47      |
| 8.           | 〈〈절대 잊지 않겠어요〉〉 (きっと忘れない 킷토와스레나이[*])                                                 | 사카이 이즈미 | 오다 테츠로           | 아카시 마사오                   | 4:05      |
| 9.           | 〈〈이 사랑에 지칠때도〉〉 (この愛に泳ぎ疲れても 코노아이니오요기츠카레테모[*])                               | 사카이 이즈미 | 오다 테츠로           | 아카시 마사오                   | 4:18      |
| 10.          | 〈〈Oh my love〉〉                                                                                            | 사카이 이즈미 | 오다 테츠로           | 아카시 마사오                   | 4:33      |
| 11.          | 〈〈이렇게 곁에 있는데도〉〉 (こんなにそばに居るのに 콘나니소바니이루노니[*])                                 | 사카이 이즈미 | 쿠리바야시 세이이치로 | 아카시 마사오                   | 5:32      |
| 12.          | 〈〈당신을 느끼고 싶어요〉〉 (あなたを感じていたい 아나타오칸지테이타이[*])                                   | 사카이 이즈미 | 오다 테츠로           | 오다 테츠로                     | 5:09      |
| 13.          | 〈〈사랑이 보이지 않아〉〉 (愛が見えない 아이가미에나이[*])                                                   | 사카이 이즈미 | 오자와 마사즈미       | 하야마 타케시                   | 4:02      |
| 14.          | 〈〈이별인사는 지금도 가슴 속에 있어요〉〉 (サヨナラは今もこの胸に居ます 사요나라와이마모코노무네니이마스[*]) | 사카이 이즈미 | 쿠리바야시 세이이치로 | 하야마 타케시                   | 5:04      |
| 총 재생 시간 | 총 재생 시간                                                                                                  | 총 재생 시간  | 총 재생 시간          | 총 재생 시간                    | 1:02:59   |

### Disc 2
| #            | 제목 | 작사          | 작곡                  | 편곡              | 재생 시간 |
| ------------ | --- | ------------- | --------------------- | ----------------- | --------- |
| 1.           | 〈〈마이 프렌드〉〉 (マイ フレンド 마이 후렌도[*])                                                                        | 사카이 이즈미 | 오다 테츠로           | 하야마 타케시     | 4:22      |
| 2.           | 〈〈마음을 열고〉〉 (心を開いて 코코로오히라이테[*])                                                                      | 사카이 이즈미 | 오다 테츠로           | 이케다 다이스케   | 4:08      |
| 3.           | 〈〈Today is another day〉〉                                                                                              | 사카이 이즈미 | 오다 테츠로           | 이케다 다이스케   | 5:17      |
| 4.           | 〈〈Don't you see!〉〉 | 사카이 이즈미 | 쿠리바야시 세이이치로 | 하야마 타케시     | 5:00      |
| 5.           | 〈〈영원〉〉 (永遠 에이엔[*])                                                                                             | 사카이 이즈미 | 토쿠나가 아키히토     | 토쿠나가 아키히토 | 3:48      |
| 6.           | 〈〈My Baby Grand ~따스함이 필요해서~〉〉 (My Baby Grand ~ぬくもりが欲しくて~ -누쿠모리가호시쿠테[*])                     | 사카이 이즈미 | 오다 테츠로           | 이케다 다이스케   | 4:12      |
| 7.           | 〈〈운명의 룰렛을 돌리며〉〉 (運命のルーレット廻して 운메이노루렛토마와시테[*])                                           | 사카이 이즈미 | 쿠리바야시 세이이치로 | 이케다 다이스케   | 4:55      |
| 8.           | 〈〈Get U're Dream〉〉 | 사카이 이즈미 | 오노 아이카           | 하야마 타케시     | 5:13      |
| 9.           | 〈〈좀 더 가까이서 그대의 옆모습을 보고 싶어〉〉 (もっと近くで君の横顔見ていたい 못토지카쿠데키미노요코가오미테이타이[*]) | 사카이 이즈미 | 오노 아이카           | 이케다 다이스케   | 4:28      |
| 10.          | 〈〈오늘은 편안하게 이야기해요〉〉 (今日はゆっくり話そう 쿄와윳쿠리하나소[*])                                             | 사카이 이즈미 | 오노 아이카           | 토쿠나가 아키히토 | 4:48      |
| 11.          | 〈〈별의 반짝임이여〉〉 (星のかがやきよ 호시노카가야키요[*])                                                              | 사카이 이즈미 | 오노 아이카           | 하야마 타케시     | 3:49      |
| 12.          | 〈〈여름을 기다리는 돛처럼〉〉 (夏を待つセイル(帆)のように 나츠오마츠세이루노요니[*])                                     | 사카이 이즈미 | 오노 아이카           | 하야마 타케시     | 4:36      |
| 13.          | 〈〈가슴에 불을 붙여〉〉 (ハートに火をつけて 하토니히오츠케테[*])                                                         | 사카이 이즈미 | 오노 아이카           | 하야마 타케시     | 4:58      |
| 총 재생 시간 | 총 재생 시간 | 총 재생 시간  | 총 재생 시간          | 총 재생 시간      | 59:34     |

## 발매 일정
| 버전                                                              | 일정             | 레이블         | 포맷                        |
| ----------------------------------------------------------------- | ---------------- | -------------- | --------------------------- |
| 《Golden Best ~15th Anniversary~》 〈AQUA ~Summer~〉 (초회한정반) | 2006년 10월 25일 | B-Gram RECORDS | 2CD + DVD (JBCJ-9013, 9014) |
| 〈CRYSTAL ~Autumn to Winter~〉 (초회한정반)                       | 2006년 10월 25일 | B-Gram RECORDS | 2CD + DVD (JBCJ-9015, 9016) |
| 〈DREAM ~Spring~〉 (초회한정반)                                   | 2006년 10월 25일 | B-Gram RECORDS | 2CD + DVD (JBCJ-9017, 9018) |
| 《Golden Best ~15th Anniversary~》 (통상반)                       | 2006년 10월 25일 | B-Gram RECORDS | 2CD (JBCJ-9019, 9020)       |